# Огастус, Сеймон
Сеймон Делиция Огастус (англ. Seimone Delicia Augustus; род. 30 апреля 1984 года, Батон-Руж, Луизиана, США) — американская профессиональная баскетболистка, выступавшая в женской национальной баскетбольной ассоциации. Была выбрана на драфте ВНБА 2006 года в первом раунде под первым номером клубом «Миннесота Линкс». Играла на позиции свингмена. Трёхкратная олимпийская чемпионка и победительница чемпионата мира. В 2011 году стала чемпионкой ЖНБА и MVP финальной серии. Член баскетбольного зала славы с 2024 года.

## Биография

### Ранняя жизнь
Сеймон Огастус родилась в американском городе Батон-Руж. Её родители Сеймур и Ким Огастус. Играла в средней школе Батон-Руж, Луизиана. Sports Illustrated в самом начале карьеры Огастус, начал сравнивать её с Майклом Джорданом. В 2002 году, она была признана MVP школьного турнира. Огастус училась в колледже университете штата Луизиана и играла в местной команде. 9 января 2010 года её 33-й номер был навсегда закреплен командой, сделав её первой женщиной, получившей такую награду.

### ЖНБА
Огастус была задрафтована под первым общим номером на драфте 2006 года, командой «Миннесота Линкс». В своем первом сезоне Сеймон побила рекорд для новичков по очкам за матч, набирая в среднем 21.9 очка за игру, в этом показателе она уступила только Дайане Таурази из «Финикс Меркури». На матче всех звезд 2006 года, на который она первоначально ехала, как запасная, набрала 16 очков. 20 августа 2006 года Огастус была названа лучшим новичком ЖНБА 2006 года.
В 2007 году, она набирала в среднем 22.6 очка за игру, но вновь стала второй по этому показателю, проиграв Лорен Джексон из «Сиэттла». Но её команда, наравне с «Лос-Анджелес Спаркс» стали худшими командами лиги, выиграв только десять игр из 34-х.
В 2009 году пропустила почти весь сезон из-за травмы передней крестообразной связки, которую она получила в матче с «Финикс Меркури». В 2010 году, Огастус смогла вернуться на паркет, но из-за постоянных травм, сыграла только 25 игр.
В 2011 году, Сеймон смогла избавиться от некоторых травм, благодаря чему, она смогла отыграть все 34 игры и первый раз поучаствовать в плей-офф ЖНБА. Она набирала 16.2 очка за игру и финишировала восьмой в номинации на MVP сезона. Огастус была в третий раз включена во вторую команду ЖНБА по итогам сезона и это был первый раз с 2007 года. В плей-офф «Миннесота Линкс» дошла до финала, где они должны были сыграть с «Атланта Дрим». В трех матчах «Миннесота» одержала убедительную победу, а Огастус была признана MVP финальной серии.
В 2012 году «Миннесота» вновь вышла в финал ЖНБА, победив в полуфинале команду «Лос-Анджелес Спаркс», ведомую Кэндис Паркер. В финале «Миннесота» уступила команде «Индиана Февер», в 4 матчах. Огастус набрала больше всех очков в команде, в первой и во второй игре серии.
В 2015 году Сеймон Огастус третий раз стала чемпионкой ЖНБА. «Миннесота Линкс» одолела в финале команду «Индиана Февер» в пяти матчах 3-2. В финальном пятом матче Огастус набрала 16 очков и стала второй по результативности, после Сильвии Фоулес, которая получила MVP финала.
21 июня 2016 года был опубликован список 20 лучших игроков в истории ВНБА, в который вошла и Сеймон Огастус.

### За океаном
Сеймон Огастус играла за московское «Динамо», стамбульский «Галатасарай» и «Спарта&К» из Видного, в составе которой, была серебряным призёром чемпионата России сезонов 2011/2012 и 2012/2013. В 2013 году подписала контракт с Динамо (Курск). После окончания сезона 2015/2016 покинула команду.

В 2016 году Сеймон Огастус приняла решение взять паузу в играх за океаном.
Я решила отдохнуть в этом межсезонье для себя, для тела, и своей семьи, чтобы обеспечить долговечность своей баскетбольной карьеры.

### В сборной
Огастус играла на чемпионате мира 2014 года, по итогам которого сборная США получила золотые медали. Является участницей и победительницей олимпийских игр 2008 года в Пекине, олимпийских игр 2012 года в Лондоне и олимпийских игр 2016 года в Рио-де-Жанейро.
В августе 2016 года провела 100-й матч в составе сборной США и стала четвёртым игроком в команде, которая сумела добиться такого результата.

### Достижения
- Чемпионка молодёжного первенства мира (2003)
- Новичок года ЖНБА (2006)
- Команда новичков ЖНБА (2006)
- 6 раз участвовала в матче всех звёзд ЖНБА (2006, 2007, 2011, 2013, 2014, 2015)
- 6 раз включалась в сборную всех звёзд ЖНБА (2006, 2007, 2011, 2012, 2013, 2014)
- Трёхкратная чемпионка ЖНБА (2011, 2013, 2015)
- MVP финала ЖНБА (2011)
- Финалистка ЖНБА (2012)
- 20 лучших игроков за всю историю ЖНБА (2016)
- Приз Нейсмита лучшему игроку года среди студентов (2005, 2006)
- Приз имени Маргарет Уэйд (2005, 2006)
- Чемпионка олимпийских игр (2008, 2012, 2016)
- Победительница чемпионата мира в Турции (2014)
- Бронзовый призёр чемпионата мира в Бразилии (2006)
- 1 раз участвовала в матче всех звезд Евролиги ФИБА (2011)
- Победительница кубка Европы ФИБА (2009)
- MVP финала кубка Европы ФИБА (2009)
- Серебряный призёр Кубка Европы ФИБА (2014)
- Бронзовый призёр Евролиги: 2015
- Серебряный призёр чемпионата России (2012, 2013)
- Бронзовый призёр чемпионата России (2014, 2015, 2016)
- Серебряный призёр кубка России (2013)
- Бронзовый призёр кубка России (2012, 2014)
- Обладательница кубка президента Турции (2008)

### Личная жизнь
Сеймон — открытая лесбиянка. С 9 мая 2015 года Огастус жената на актрисе ЛаТайи Варнер, с которой она встречалась 4 года до их свадьбы.
В апреле 2010 года Сеймон перенесла операцию по удалению миомы матки, так же как и её мать и бабушка. В то время как её матка была удалена во время операции, её яичники остались нетронутыми, что позволяет ей иметь детей с помощью гестационного суррогатного материнства. Она признаёт, что хочет иметь детей «когда-нибудь».

## Статистика в ЖНБА
| Год     | Команда           | Игры | Минуты | Очки | Подборы | Передачи |
| ------- | ----------------- | ---- | ------ | ---- | ------- | -------- |
| 2006    | Миннесота         | 34   | 33,1   | 21,9 | 3,8     | 1,5      |
| 2007    | Миннесота         | 34   | 32,1   | 22,6 | 4,0     | 2,3      |
| 2008    | Миннесота         | 31   | 33,6   | 19,1 | 3,9     | 2,7      |
| 2009    | Миннесота         | 6    | 29,7   | 21,0 | 4,2     | 1,5      |
| 2010    | Миннесота         | 25   | 33,3   | 16,4 | 3,2     | 1,9      |
| 2011    | Миннесота         | 34   | 29,3   | 16,2 | 3,5     | 2,2      |
| 2012    | Миннесота         | 29   | 28,5   | 16,6 | 3,6     | 2,5      |
| 2013    | Миннесота         | 31   | 29,7   | 16,3 | 3,2     | 2,5      |
| 2014    | Миннесота         | 24   | 31,2   | 16,5 | 3,6     | 2,4      |
| 2015    | Миннесота         | 16   | 30,1   | 13,8 | 2,9     | 2,4      |
| 2016    | Миннесота         | 29   | 26,4   | 11,2 | 2,9     | 2,4      |
| Карьера | 11 лет, 1 команда | 293  | 30,8   | 17,5 | 3,5     | 2,2      |